# Felsenkirche (Idar-Oberstein)
49° 42′ 20″ N, 7° 19′ 44″ E

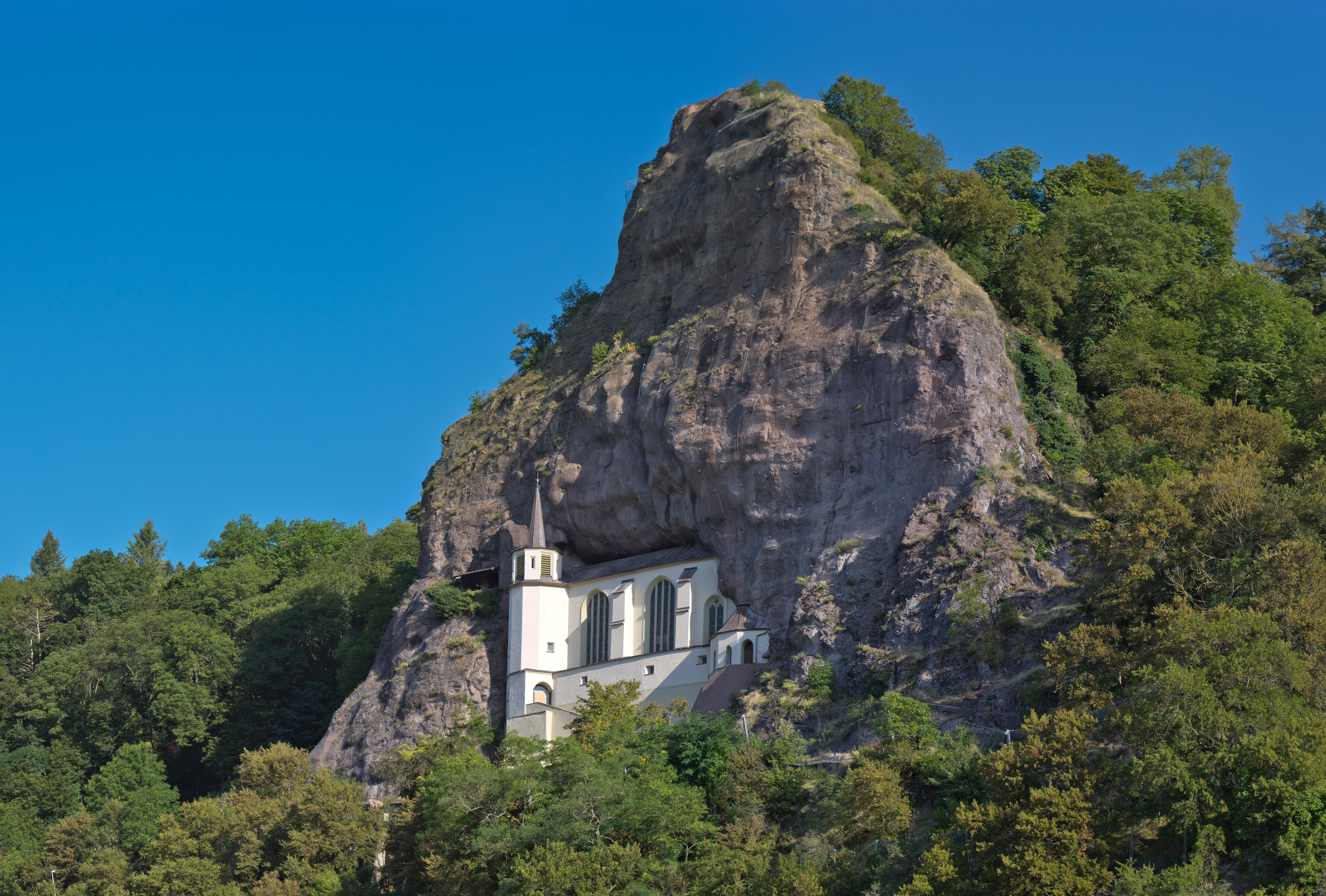
Felsenkirche Idar-Oberstein

La Felsenkirche (en français : « église rupestre ») est une église protestante située dans un endroit important à Idar-Oberstein en Rhénanie-Palatinat et une marque distinctive de la ville.

## Histoire
Entre 1482 et 1484, Wirich IV von Daun-Oberstein (bg) fit construire l'église rupestre d'Idar-Oberstein sur les fondations d'un ancien château troglodyte. Une paroi rocheuse et le château fort de Bosselstein s'élèvent au-dessus de l'église. Au-dessous se trouvent les maisons du quartier d'Oberstein. L'église est devenue un symbole de la ville d'Idar-Oberstein en raison de son emplacement et de sa présence visible. Pour entrer dans l'église, il faut passer par un tunnel creusé dans la roche en 1980-1981. 
Le patronage de l'église rupestre n'est pas clair, mais des documents désignent sainte Walburge comme patronne. De la Réforme jusqu'en 1964, la Felsenkirche était l'église paroissiale évangélique d'Oberstein. 
L'emplacement exposé a entraîné à plusieurs reprises des dommages importants dus à des chutes de pierres, ce qui a entraîné de profondes modifications structurelles de l'église en 1742 et 1858. Les travaux réalisés entre 1927 et 1929 ont donné lieu à d'autres interventions importantes dans la structure et l'ameublement du bâtiment, avec d'importants dégâts dus à l'humidité qui ont été réparés dans le cadre d'une rénovation approfondie. Lors d'une nouvelle rénovation en 1981, l'intérieur a été fondamentalement repensé et de nombreux équipements ont été supprimés. 
Parmi les meubles restants, se distingue l'autel ailé du XIVe siècle avec la Passion du Christ du maître de l'autel d'Oberstein.

## Légende de la construction

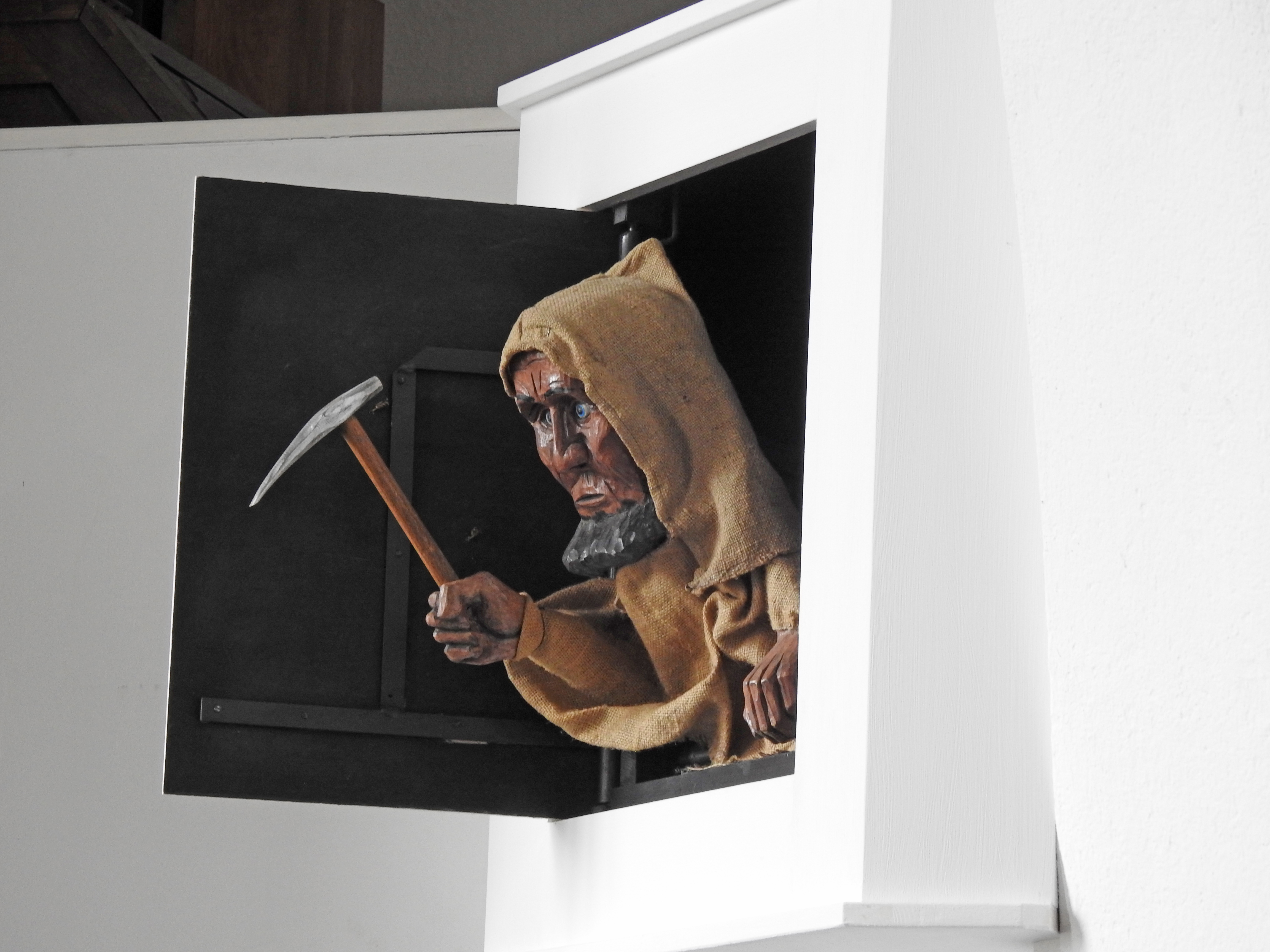
Le personnage sur la galerie avec l'orgue symbolise la légende de l'église rupestre.

Au milieu du XIe siècle, les frères Wyrich et Emich von Oberstein vivaient au château fort de Bosselstein. Ils aimaient tous les deux Bertha von Lichtenburg et, lorsque Wyrich apprit les fiançailles de son frère cadet avec elle, il jeta Emich par la fenêtre du château. Marqué par sa grave culpabilité, Wyrich confessa le crime à un abbé. En guise d'expiation, il était censé construire de ses propres mains une chapelle à l'endroit où son frère mourut. Une fois la construction terminée, Wyrich a demandé à Dieu un signe de pardon. Une source est sortie du rocher et coule encore aujourd'hui. Lors de l'inauguration de la chapelle, Wyrich tomba mort devant l'autel devant l'abbé.

## Œuvres
- L'épitaphe d'un chevalier en armure complète montre Philippe II de Daun-Oberstein, père du constructeur de l'église rupestre
- Le tableau de Sébastien représente la famille du comte Sébastien von Daun-Oberstein-Falkenstein ; le tableau a été créé vers 1751
- Les images des apôtres sont fixées au parapet de la galerie. Ils ont été créés entre les XVIIe et XVIIIe siècles et représentent les apôtres dans un environnement rural.
- Fragments de verrières du gothique tardif : Les fenêtres d'origine ont été gravement endommagées lors d'un éboulement en 1742. Il ne reste que des fragments, mais ils transmettent toujours la splendeur des fenêtres d'origine
- Une pierre baptismale (vers 1500), une coupe baptismale du gothique tardif et d'autres pièces individuelles médiévales et modernes

## Accessibilité
Des services religieux, des cérémonies de mariage et la messe de Noël la veille de Noël ont parfois lieu dans l'église. Une visite générale de l'église est possible en groupes guidés sur rendez-vous préalable auprès de l'Office de Tourisme.

## Orgue
L'orgue a été construit en 2001 par le facteur d'orgue Rainer Müller (Merxheim). Le buffet d'orgue date de 1756 et a été construit par les frères Johann Nikolaus et Joh. Philipp Stumm de Rhaunen-Sulzbach. La disposition de l'orgue actuel est stylistiquement basée sur la tradition de facture d'orgues de la famille de facteurs d'orgues Stumm. L'instrument purement mécanique possède 21 registres sur deux claviers et un pédalier.

## Galerie

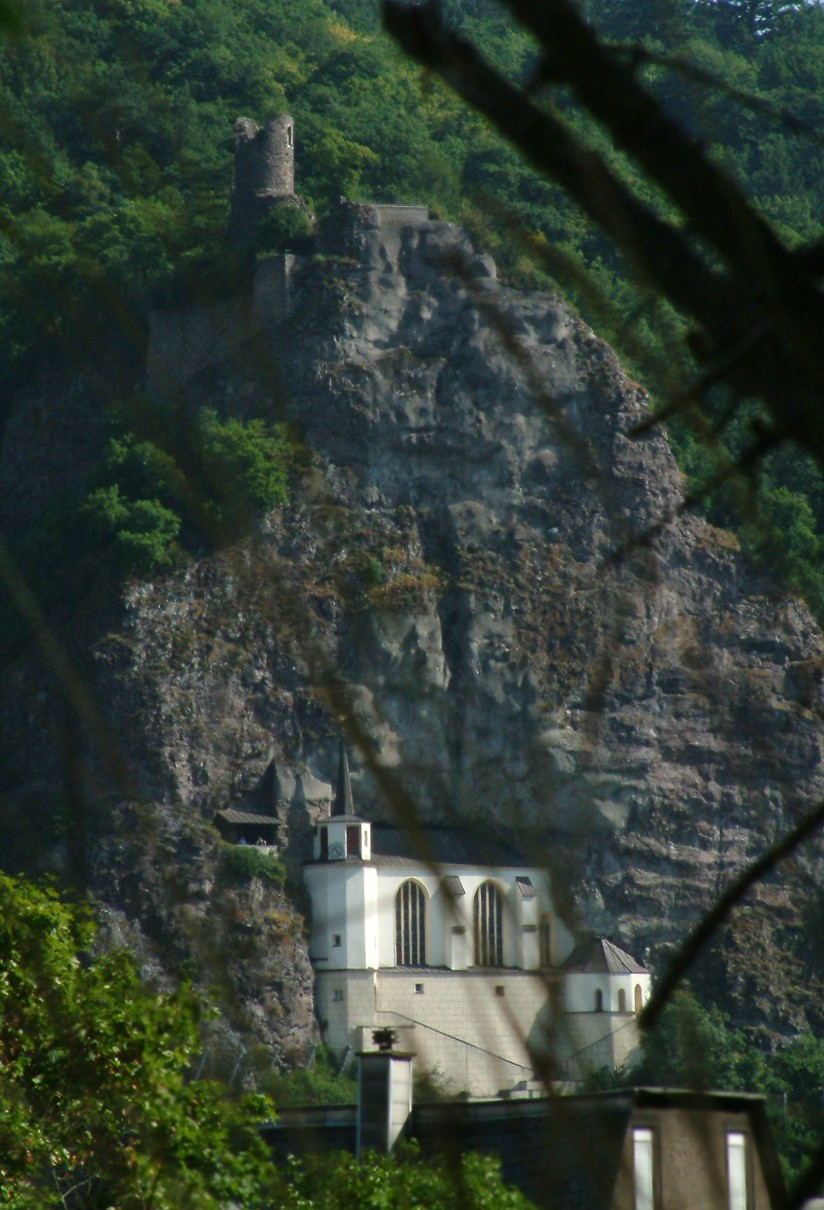
Église rupestre et ruines du château de Bosselstein
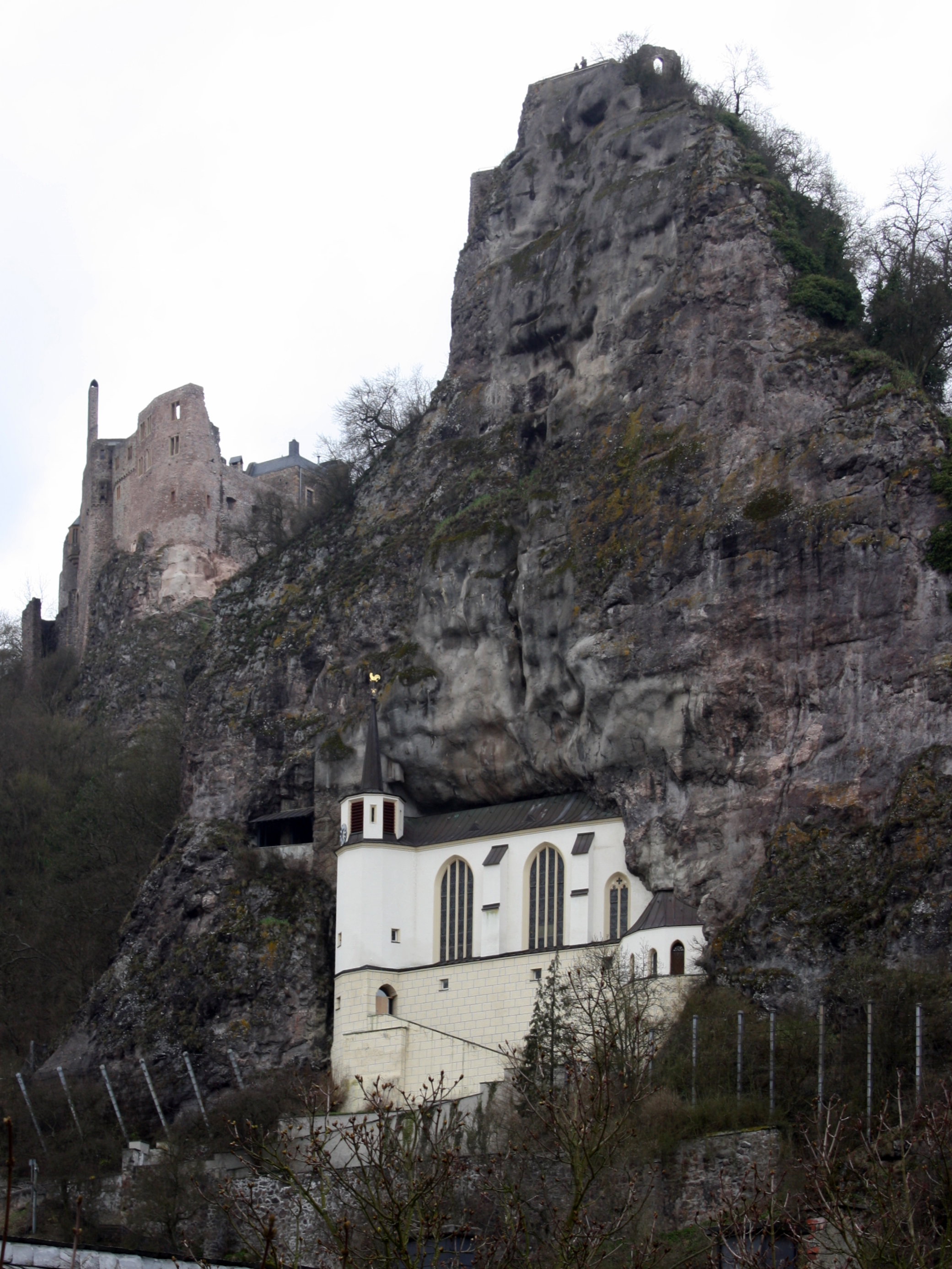
Église rupestre et château d'Oberstein
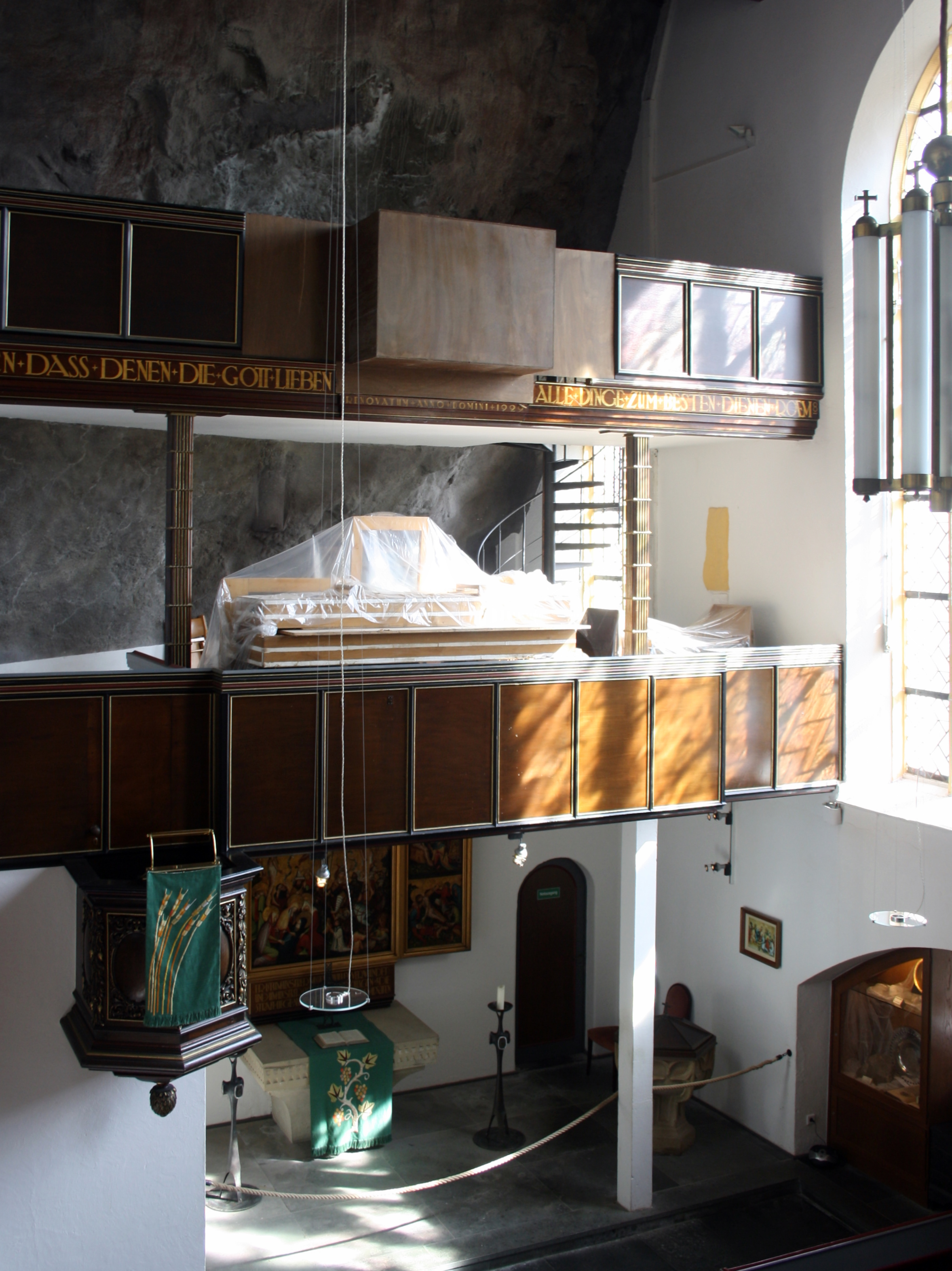
Intérieur de l'église à l'est
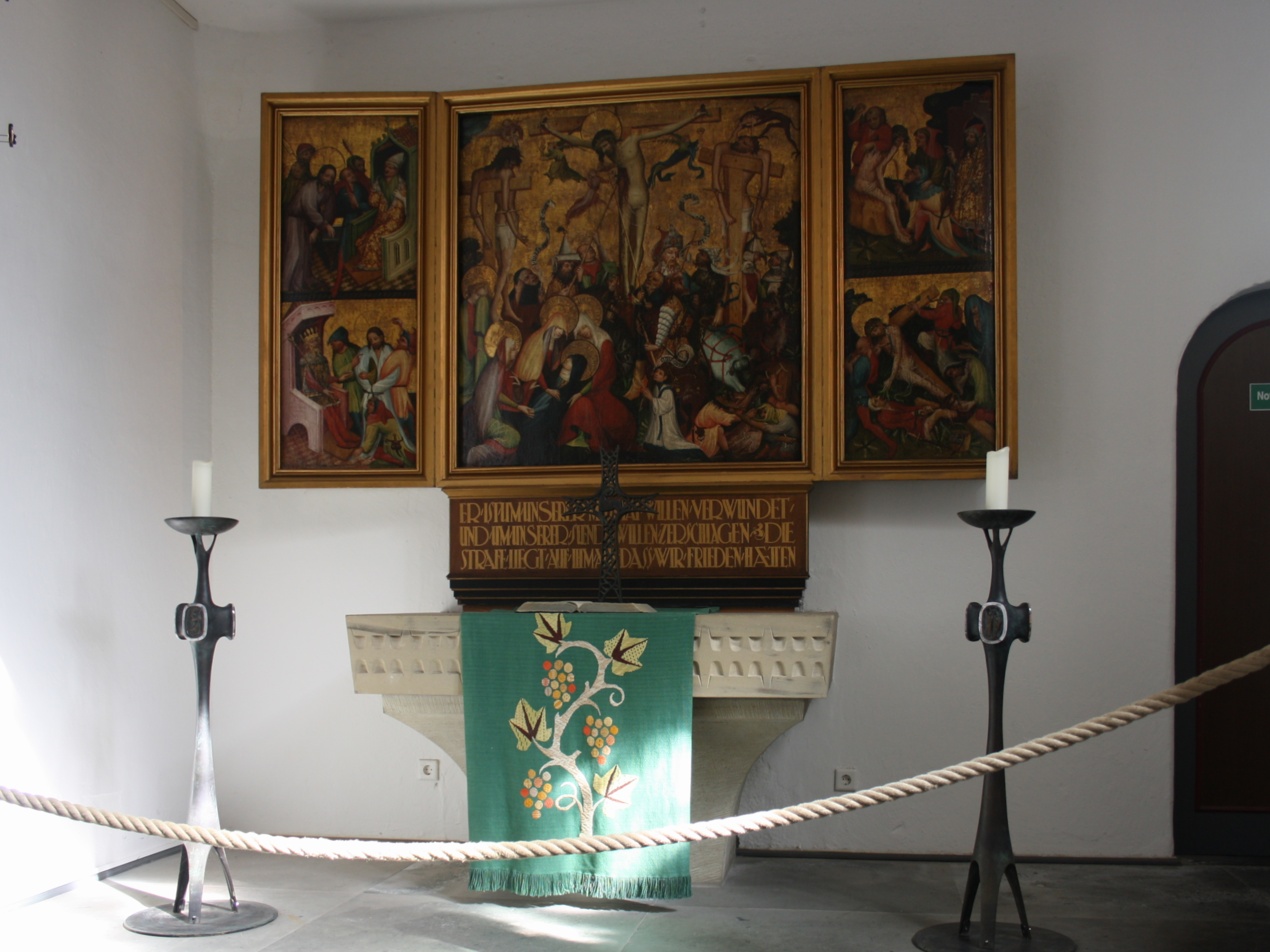
Autel
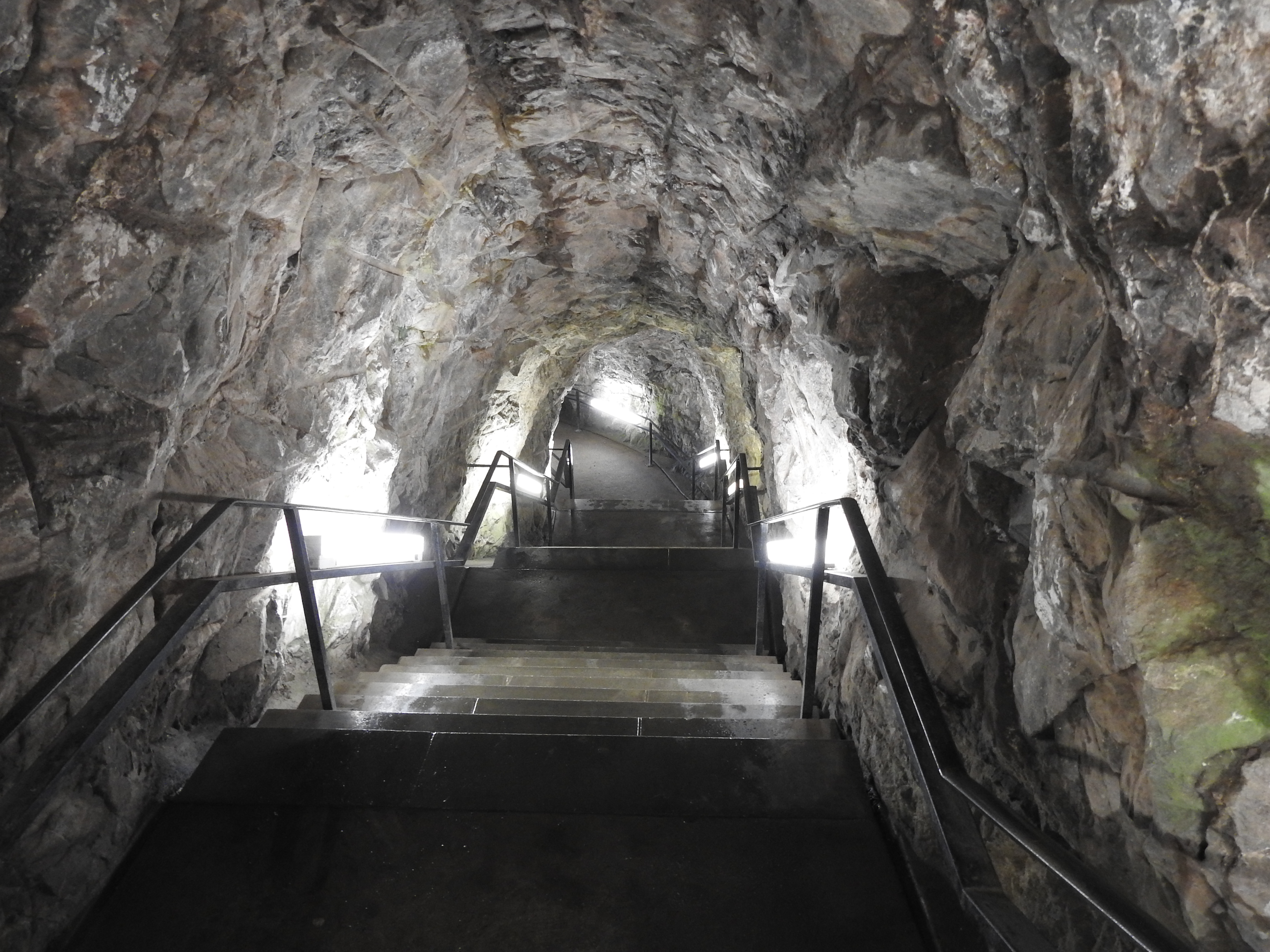
Entrée souterraine de l'église
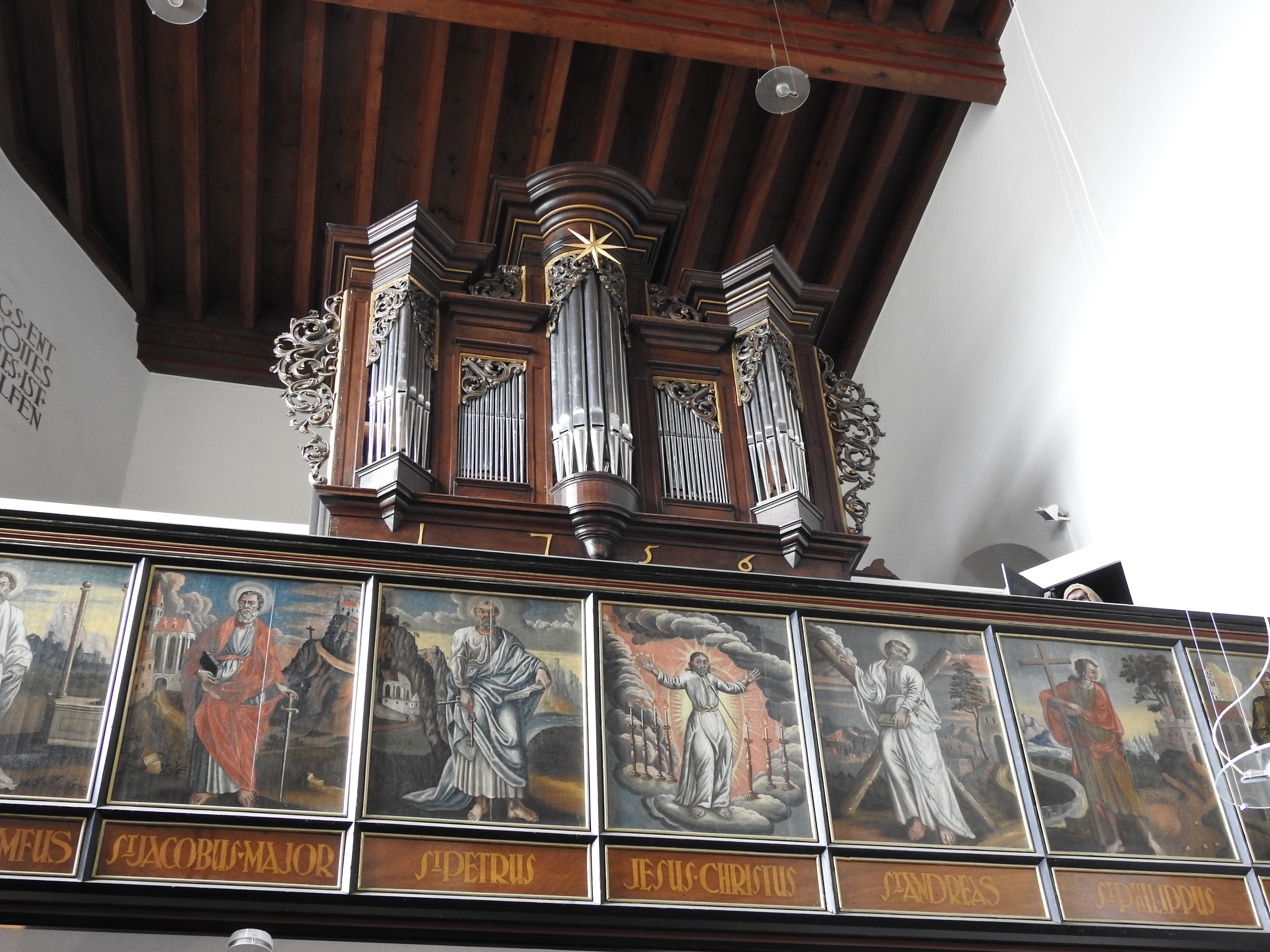
Orgue sur la galerie avec des images des apôtres